# 고촌역 (김포)
고촌역(高村驛, Gochon station)은 경기도 김포시 고촌읍 신곡리에 위치한 김포 도시철도의 전철역이다. 출입구 2개, 엘리베이터 4개, 에스컬레이터 4개가 있다. 동부간선수로, 서부간선수로, 경인아라뱃길 하저터널로 김포공항역과 연결된다. 계양천 하저터널로 풍무역과 연결된다.

## 역사
- 2016년 6월 20일: 고촌역으로 역명 확정[1]
- 2019년 9월 28일 : 김포 도시철도 개통과 함께 영업 개시

## 역 구조
2면 2선 상대식 승강장이며, 승강장에는 스크린도어가 설치되어 있다.
| 풍무 ↑     |
| \| 상      |
| ↓ 김포공항 |

| 상행 | ● 김포 도시철도 | 양촌 방면     |
| 하행 | ● 김포 도시철도 | 김포공항 방면 |

## 역 주변
- 고촌초등학교
- 고촌읍행정복지센터
- 고촌우체국
- 고촌119안전센터
- 고촌파출소
- 김포신곡중학교
- 고촌근린공원
- 신곡초등학교

## 인접한 역
| 김포 도시철도       | 김포 도시철도   | 김포 도시철도      |
| ------------------- | --------------- | ------------------ |
| G107 풍무 양촌 방면 | ● 김포 도시철도 | G109 김포공항 방면 |